# Kastoria (jezioro)
Kastoria (gr. Λίμνη Καστοριάς, (trl.) Límnī Kastoriás, (trb.) Limni Kastorias, także gr. Λίμνη Ορεστιάδα, dosł. jezioro Orestiada) – jezioro w Grecji, w regionie Epir-Macedonia-Zachodnia. Znajduje się w krainie historycznej Epir, w górach Pindos.

## Charakterystyka
Jezioro ma kształt zbliżony do owalnego z głęboko wciętym od zachodu półwyspem zwieńczonym szczytem Lofos Kastorias (870 m n.p.m.). U podstawy półwyspu położone jest miasto Kastoria. Na zachodnim brzegu znajduje się też miejscowość Chloe. Ponadto na brzegu wschodnim leżą miejscowości Polykarpi i Mavrochori, a na południowym Dispilio.
Kastoria to stosunkowo płytkie jezioro polimiktyczne. Ma powierzchnię 27,9 km². Maksymalna głębokość wody wynosi 9,1 metra (średnia: 4,4 metra). W zlewni jeziora (281 km²) dominują lasy i obszary półnaturalne (52%), a także tereny rolnicze (39%). 2% zlewni to tereny zurbanizowane.
Akwen ma duże walory rekreacyjne, jak również pełni rolę retencyjną dla lokalnego rolnictwa. Rozwija się tu turystyka i rybołówstwo. W ostatnich dziesięcioleciach XX wieku ekosystem jeziora podlegał antropopresji: czerpaniu wód do nawadniania, a także odprowadzaniu ścieków domowych i komunalnych, co spowodowało poważne problemy z jego stanem troficznym. Oddziaływanie człowieka na jezioro wyraża się przede wszystkim w jego eutrofizacji. Zanieczyszczenia miejskie pochodzą głównie z miasta Kastoria (15 tys. mieszkańców), leżącego na brzegu.

## Przyroda
Jezioro stanowi obszar specjalnej ochrony siedlisk Natura 2000. Analiza florystyczna i chorologiczna siedlisk okolicy jeziora wskazuje na występowanie dużej liczby endemitów bałkańskich. Całkowita liczba sklasyfikowanych taksonów roślin wynosi 274 (2 to paprotniki, 4 to nagonasienne i 268 to okrytonasienne), należące do 196 rodzajów i 74 rodzin. W akwenie zidentyfikowano 67 gatunków i 19 grup funkcjonalnych fitoplanktonu. Tylko 4 z 67 gatunków (wyłącznie sinice), były dominujące (Limnothrix redekei, Microcystis aeruginosa, Cylindrospermopsis raciborskii i Aphanizomenon gracile). Okrzemki występowały rzadko.
Do wód jeziora wprowadzono wzdręgę.

## Turystyka i zabytki
W Kastorii znajduje się zabytkowa starówka z licznymi kościołami. Na szczycie szczytu Lofos Kastorias stoi klasztor św. Atanazego (gr. Άγιος Αθανάσιος). Na południowej stronie półwyspu znajduje się Smocza Jaskinia (gr. Σπήλαιο του Δράκου). Przy południowym brzegu jeziora zrekonstruowano osadę rybacką Dispilio (gr. Αναπαράσταση Λιμναίου Οικισμού Δισπηλιού).
Zachodnim brzegiem jeziora przebiega  niebieski Europejski długodystansowy szlak pieszy E6.

## Galeria

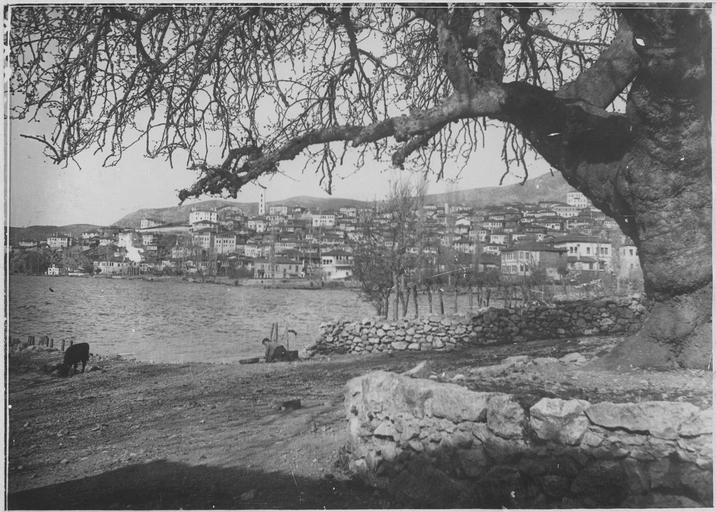
Widok z 1917 roku
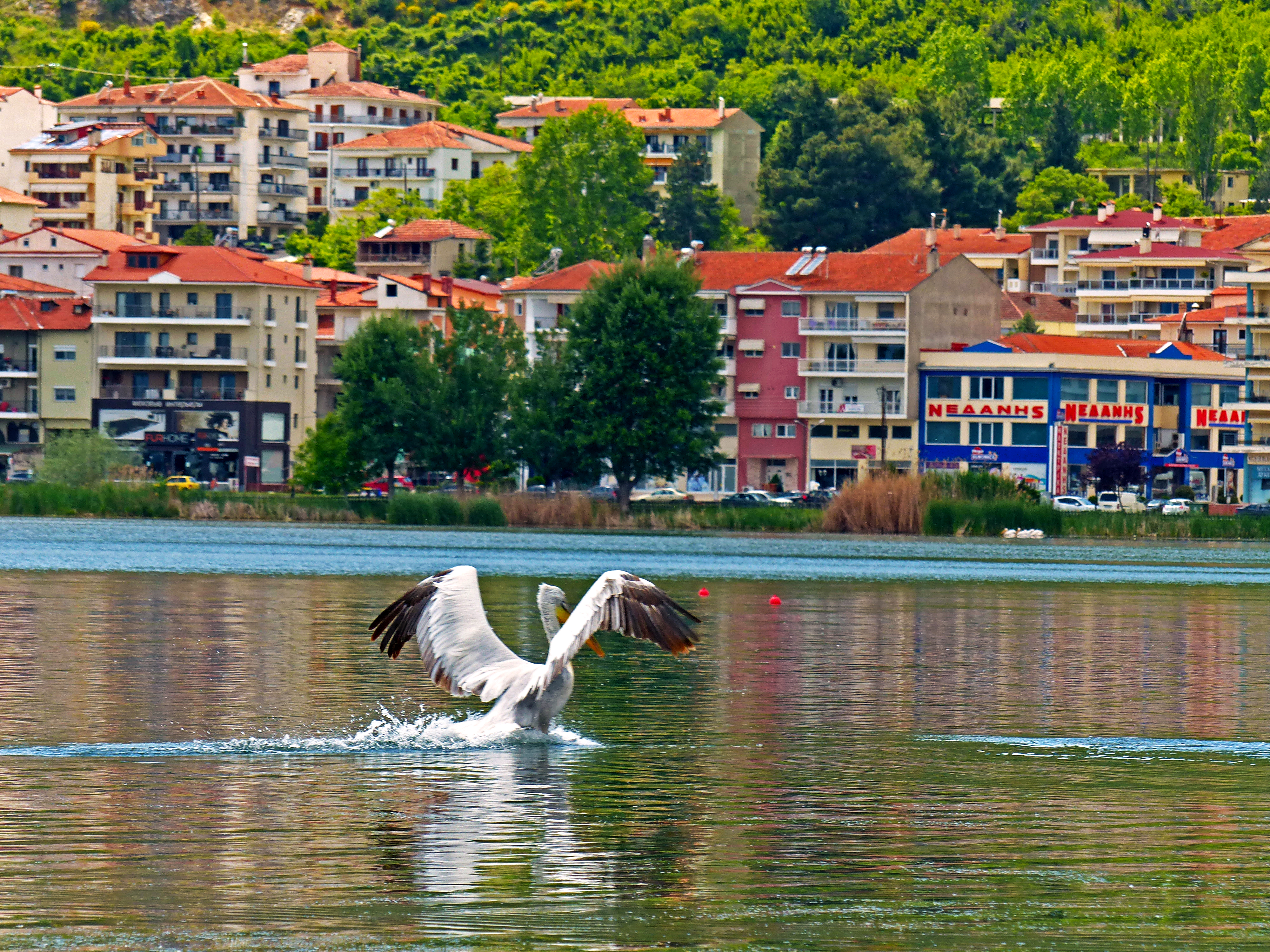
Pelikan kędzierzawy
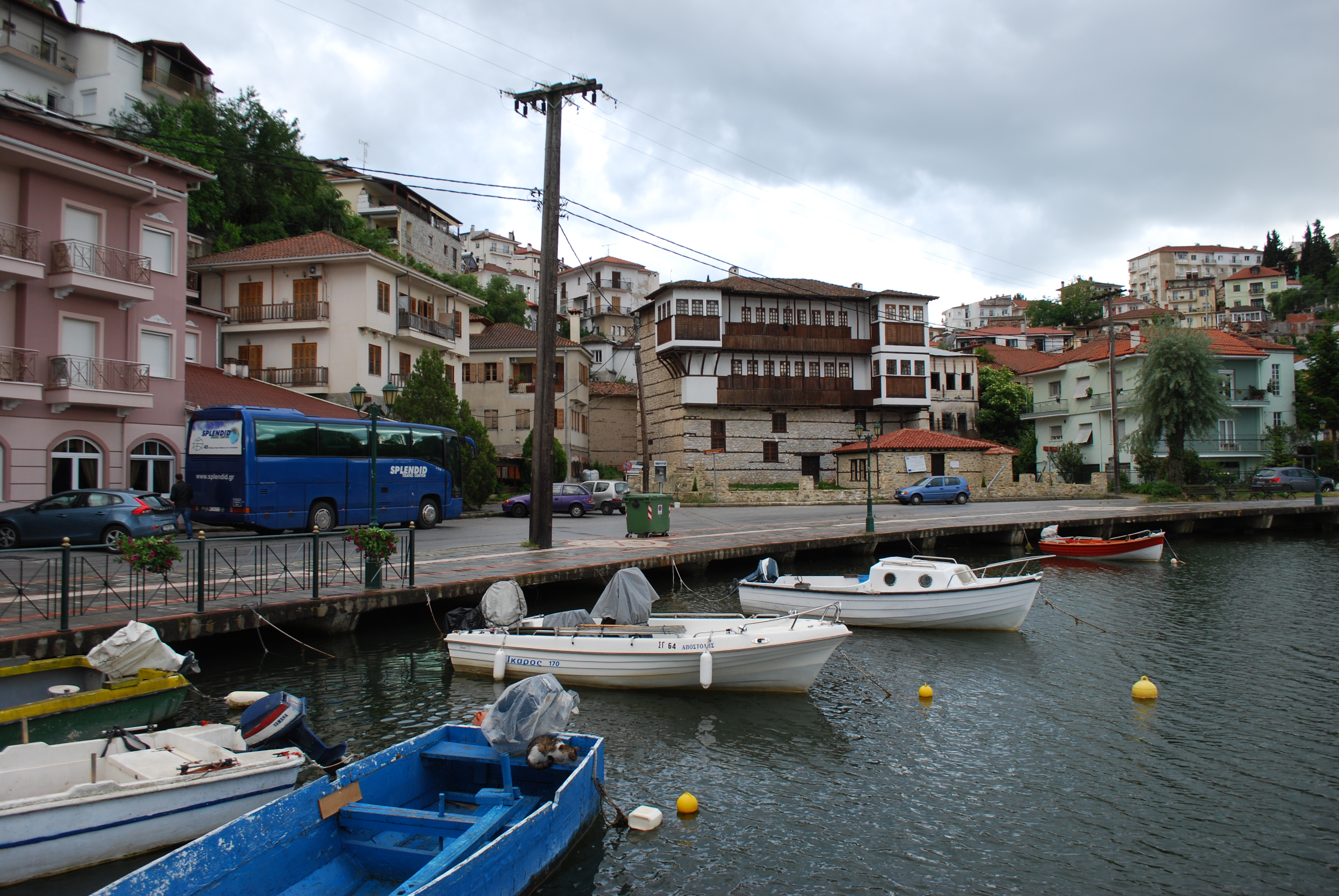
Nabrzeże w Kastorii